# Caudacaecilia paucidentula
Caudacaecilia paucidentula är en groddjursart som först beskrevs av Taylor 1960.  Caudacaecilia paucidentula ingår i släktet Caudacaecilia och familjen Ichthyophiidae. IUCN kategoriserar arten globalt som otillräckligt studerad. Inga underarter finns listade i Catalogue of Life.